# Put (teorija grafova)
Put, pojam iz teorije grafova.
Graf je u gruboj definiciji skup objekata: vrhova, točaka ili čvorova koje povezuju bridovi odnosno crte (linije). Brid spaja dva čvora i to je odnos koji definira graf. Ako vrhove povezuje brid, grafove se prikazuje crtanjem točaka za svaki vrh i povlačenjem luka između dvaju vrhova.
Vrhovi {\displaystyle u,v} u grafu {\displaystyle G} su povezani ako postoji {\displaystyle (u,v)}put u {\displaystyle G}. Ako su na stazi {\displaystyle W} svi vrhovi {\displaystyle v_{1},\dots v_{k}} međusobno različiti, šetnju se naziva put. Drugim riječima, put je oblik otvorene šetnje u kojoj se vrhovi ne ponavljaju pa prema tome nema ni bridova. Za graf kažemo da je povezan ako postoji put između bilo koja dva vrha u grafu. Graf se naziva stablom ako su svaka dva vrha u njemu povezana točno jednim putem. Put koji prolazi kroz svaku spojnicu (brid) samo jednom zove se Eulerova šetnja.
U potrazi za najkraćim putem traži se najkraći put (npr. u težinskom grafu) između nekih dvaju vrhova. Druga vrsta puta je inducirani put.